# Alfred Brinckmann
Alfred Brinckmann est un joueur d'échecs allemand né le 2 janvier 1891 à Kiel et mort le 30 mai 1967 dans la même ville.

## Biographie et carrière
Le plus grand succès de Brinckmann fut la victoire en 1927 au tournoi de Berlin avec 6,5 points sur 9 devant Efim Bogoljubov, Aaron Nimzowitsch, Friedrich Sämisch et Carl Ahues.
Il reçut le titre de maître international en 1953.
Il est l'auteur de biographies de joueurs d'échecs (sur Efim Bogoljubov, Kurt Richter et Siegbert Tarrasch) et de livres de tournois.